# 奥莫尔市镇
奥莫尔市镇（瑞典語：Åmåls kommun）是瑞典西部西约塔兰省的一个市镇。其治所位于奧莫爾。